# Neosynchiropus
Neosynchiropus este un gen de pești dragon din familia Callionymidae, întâlniți în special în Indo-Pacific. Unele autorități consideră acest gen sinonim cu Synchiropus.

## Specii
Există trei specii care aparțin acestui gen:
- Neosynchiropus bacescui Nalbant, 1979
- Neosynchiropus ijimae (Jordan & Thompson, 1914)
- Neosynchiropus ocellatus (Pallas, 1770)